# Andreas Hesselius Americanus
Andreas Hesselius Americanus, född 1714, död 1762, var en svensk författare. Han var son till Andreas Hesselius och halvbror till Gustaf Hesselius.
Hesselius föddes i Amerika men följde med fadern då han återvände till Sverige 1724. Han verkade därefter som språklärare i engelska vid Uppsala universitet, och utgav tidskrifterna Thet swenska nitet (1738, tillsammans med Olof Celsius den yngre) och Then swenska sanningen (på vers, 1739-40), samt även politiska dikter, skådespel, samt en mängd bröllops- och gravskrifter.